# Tephrina martiniaria
Tephrina martiniaria là một loài bướm đêm trong họ Geometridae.